# Жаренко Лаврентій Семенович
Лаврентій Семенович Жаре́нко (псевдонім — Жей; 23 серпня 1899, Єлисаветград — 23 квітня 1977, Одеса) — український радянський живописець і педагог; член Спілки радянських художників України з 1946 року.

## Біографія
Народився 23 серпня 1899 року в місті Єлисаветграді (нині Кропивницький, Україна). Протягом 1934—1938 років навчався в Одеському художньому училищі, був учнем Данила Крайнєва, Олексія Шовкуненка. Дипломна робота — олійна картина «Колгоспна маївка» (керівник Леонід Мучник).
Упродовж 1938—1941 років викладав спеціальні дисципліни в Одеському художньому училищі. Червоноармійцем брав участь у німецько-радянській війні. Нагороджений медаллю «За бойові заслуги» (8 червня 1967). У 1945—1949 роках продовжив викладати в Одеському художньому училищі.
Мешкав в Одесі в будинку на вулиці Гоголя, № 6, квартира № 4. Помер в Одесі 23 квітня 1977 року.

## Творчість
Працював у галузі станкового живопису, виконував пейзажі, портрети. Серед робіт:
пейзажі
- «Море» (1935, 1937);
- «Колгоспна маївка» (1938);
- «Вікно. Балкон» (1939);
- «Іній» (1940);
- «Антикварний посуд» (1940);
- «Відлига» (1941);
- «Зимове подвір'я» (1943);
- «Квітневий мотив» (1943);
- «Артек. Пляж» (1948);
- «Тиша» (1951);
- «Маки» (1952—1954),
- «Вересневий гомін» (1953);
- «Сірий день» (1955);
- «Етюд. Море» (1955);
- «Ліловий березень» (1957);
- «Квітень на порозі» (1957);
- «Червень» (1957);
- «Липень» (1957);
- «Ліс взимку» (1958);
- «Береговий дозор» (1960);
- «Камінь» (1960);
- «Море й катер» (1962);
- «Малий Кавказький хребет» (1964);
- «Підхмарна висота» (1969);
- «Сніг та виноградники» (1970);
- «Ялта. Вогні» (1970);
- «Букет бузку» (1973, 1975);
- «Море біля Великого фонтану» (1974).

портрети
- депутата Верховної Ради УРСР Наталії Федоренко (1938);
- художника Якова Ольшанецького (1962);
- автопортрет (1963);
- В. В. Крижановської (1964);
- Л. А. Донець (1968);
- «Піонерка» (1975);

акварелі
- «Човни на Кошовій» (1930—1933);
- «Херсон. Овочевий ринок» (1935);
- «Панорама гавані» (1936);
- «Туман та дощ» (1940, Миколаївський художній музей);
- «Криголам „Торос“ в Одеському порту» (1949—1951);
- Серія «Одеський порт» (серія, 1957—1958);
- Серія «Крим» (1963—1970).

Брав участь у республіканських виставках з 1935 року, всесоюзних — з 1939 року. Персональні виставки відбулися в Одесі у 1964 році, Миколаєві у 1965 році, Херсоні у 1969 році.
Роботи зберігаються в Одеському, Миколаївському, Луганському, Херсонському, Кіровоградському обласному художніх музеях.